# Crystallize
A Crystallize című dal az ausztrál énekes-dalszerző Kylie Minogue 2014. június 9-én megjelent kislemeze. A dalt Minogue, Dev Hynes, és Scott Hoffman írták. A dalt eredetileg Minogue  2014-ben megjelent Kiss Me Once című stúdióalbumához vették fel, azonban nem került fel a lemezre. A "Crystallize" jótékonysági kislemezként jelent meg az One Note For Cancer adománygyűjtő kampányához 2014. május 26-án.

## Kereskedelmi sikerek
A dal az Egyesült Királyság kislemezlistáján a 60. helyen debütált, de a következő héten kiesett a Top 100-ból. A dal Flandriában és Vallóniában Top 40-es helyezést ért el. Spanyolországban a dal a Top 50-ben a 44. helyen szerepelt. Írországban, és Franciaországban a dal kevésbé volt sikeres, így csupán a 88. valamint a 139. helyre sikerült jutnia.

## Slágerlista
| Slágerlista (2014)                    | Legjobb helyezések |
| ------------------------------------- | ------------------ |
| Belgium (Ultratip Flanders)           | 38                 |
| Belgium (Ultratip Wallonia)           | 34                 |
| Franciaország (Single Top 100)        | 139                |
| Írország (IRMA)                       | 88                 |
| Skócia (Scottish Singles Top 40)      | 65                 |
| Spanyolország (PROMUSICAE)            | 44                 |
| Egyesült Királyság (UK Singles Chart) | 60                 |

## Megjelenések
| Ország      | Dátum            | Formátum           | Label                  |
| ----------- | ---------------- | ------------------ | ---------------------- |
| Világszerte | 2014. június 9.  | Digitális letöltés | Parlophone             |
| Ausztrália  | 2014. június 13. | Digitális letöltés | Warner Music Australia |